# Хуан Рамон Фольк IV де Кардона
Хуан Рамон Фольк IV де Кардона (исп. Juan Ramón Folch IV de Cardona; 1446 — 29 января 1513, Арбека) — испанский аристократ, граф Кардона (1486—1491), затем герцог Кардона (1491—1513), граф де Прадес и барон Энтенса (1486—1513), виконт де Вильямур (1486—1513) и 1-й маркиз Пальярс-Собира (1491—1513).

## Биография
Сын Хуана Рамона Фолька III де Кардона (1418—1486) и его жены Хуаны де Ургель (1415—1445), дочери Хайме II де Урхель и его жены Изабель де Арагон.
Во время гражданской войны в Каталонии (1462—1472) Хуан Рамон Фольк де Кардона поддерживал короля Арагона Хуана II и защищал принца Фердинанда и королеву Хуану Энрикес во время осады Força Vella в Жироне (1462 г.). Во время боя Хуан Рамон Фольк IV де Кардона занял Пальярс Собира. Он попал в плен в битве при Виладамате (1467). В конце войны король пожаловал ему территории Гуго Рожера III, графа Верхнего Пальярса, его двоюродного брата, который был на стороне Женералитета Каталонии, с титулом маркиза Пальярс-Собира. Это также повысило статус графа де Кардона.
В 1466 году, после смерти графа Педро де Португалия (внука Хайме II Урхельского), дело Женералитата во главе с братьями Колом предложило его королем Каталонии, поскольку он также был внуком Хайме II Урхельского. Он остался верен династии Трастамара и отклонил предложение.
Король Арагона Хуан II устроил ему женитьбу на сводной сестре королевы Хуаны Альдонсе Энрикес (обе дочери Фадрике Энрикеса, но от разных матерей) благодаря его верности. Затем он дал ему титул великого констебля Каталонии и Арагона в 1467 году. С этим титулом он был ниже короля и принцев в линии власти.
В 1505 году он был назначен вице-королем Неаполя (его отец Хуан Рамон Фольк III де Кардона был вице-королем Сицилии с 1477 по 1479 год), хотя два года спустя король заставил его вернуться в Каталонию.
Он был заместителем генерала по военному оружию в трехлетие 1473—1476 годов и выделился в Войне де лос Ременсас.

## Брак и потомство
В 1467 году он женился на Альдонсе Энрикес де Киньонес (1450—1520), дочери Фадрике Энрикеса и Терезы Фернандес де Киньонес, сводной сестре Хуаны Энрикес и сводной тете по материнской линии Фердинанда Католика. У них были следующие дети:
- Фернандо Хуан Рамон Фольк де Кардона-и-Энрикес (1469—1543), старший сын и наследник и 2-й герцог Кардона.
- Хуана Фольк де Кардона-и-Энрикес (ум. 1547), вышла замуж в 1503 г. за Антонио Манрике де Лара-и-Кастро (1466 г. — Наваррете , 13 декабря 1535 г.), 2-го герцога Нахера, имеет проблемы.
- Антонио Фольк де Кардона-и-Энрикес (ум. 1555), вице-король королевства Сардиния, женат на Марии де Рекесенс (ок. 1500-?), дочери Гальсерана де Рекесенса, 1-го графа Паламоса, и его жены Беатрис Энрикес
- Луис Фольк де Кардона-и-Энрикес, архиепископ Таррагоны (1531—1532) и председатель правительства Каталонии (1524—1527)
- Альфонсо Фольк де Кардона-и-Энрикес (ум. декабрь 1522), женат на Альдонсе де Терре
- Энрике Фольш де Кардона-и-Энрикес (1485 — 7 февраля 1530), епископ Барселоны (1505—1512), кардинал — архиепископ Монреале (1512—1530).
- Изабель Фольк де Кардона-и-Энрикес (1480 — 6 июля 1512), вышедшая замуж в 1503 году в качестве первой жены за Альфонсо VII из Рибагорсы или Алонсо Фелипе де Арагон-и-Лопес де Урреа (1487 — 3 ноября 1550), 2-й герцог Луна и 3-й граф Рибагорса
- Альдонса Фольк де Кардона-и-Энрикес (ум. 1532) вышла замуж за Мигеля Хименеса де Урреа-и-Толедо (1479—1545), 2-го графа Аранды
- Тереза Фольк де Кардона-и-Энрикес (1494—1562), настоятельница Королевского монастыря Санта-Мария-де-Педральбес
- Педро Фольк де Кардона-и-Энрикес (ум. 1546), женат на Хуане де Рекесенс.

От валенсийской дамы у него был внебрачный сын:
- Хайме Фольк де Кардона (? — 1530), рыцарь и командир Ордена Сантьяго, женат на Каталине де Рокаберти, держателе баронства Сант-Мори, дочери Берната Хуга де Рокаберти.